# Hesperapis trochanterata
Hesperapis trochanterata là một loài ong trong họ Melittidae. Loài này được Snelling miêu tả khoa học đầu tiên năm 1987.